# Petr Náhlík
Petr Vokoun Náhlík (* 10. srpna 1961 Plzeň) byl od počátku 80. let trampský, skautský a woodcrafterský publicista, historik a redaktor. Do roku 1989 publikoval zejména v samizdatu, od roku 1990 i v oficiálním tisku. 
Od roku 1990 působí jako komunální politik v Plzni, v letech 1991–1996 jako člen KDS, od roku 1997 do 30. 6. 2022 jako člen KDU-ČSL, od 24. 9. 2022 jako nestraník zvolený na kandidátce STAN. Členem Zastupitelstva Městského obvodu Plzeň 2 - Slovany je 9. volební období od 17. 11. 1990, členem Zastupitelstva města Plzně 7. volební období - od března 1995.

## Vzdělání a zaměstnání
V letech 1976 až 1977 se učil zedníkem. Až později pokračoval ve studiu na SPŠ stavební v Plzni obor dopravní stavby. Následně studoval na ČVUT na Stavební fakultě v oboru geodézie a kartografie v Praze. Po jejím dokončení pracoval až do roku 1990 jako geodet a vedoucí projektant Střediska železniční geodézie ČSD v Plzni.
Od podzimu roku 1990 se začal věnovat komunální politice (nejprve za KDS a později za KDU-ČSL) v Plzni. Působil jako místostarosta a starosta Městského obvodu Plzeň 2–Slovany do roku 1995. Zastupitelem Městského obvodu Plzeň 2-Slovany byl kontinuálně v letech 1990–2023. Od roku 1995 působil zejména jako náměstek primátora (1995–1998, 2002–2010, 2014–2018). V letech 2010–2014 pracoval jako zástupce ředitele a projektový manažer ve firmě POVED, která se věnuje organizaci veřejné dopravy v Plzeňském kraji. Připravil a prosadil realizaci přestupních uzlů autobusový Terminál Hlavní nádraží, přestupní uzel Slovany a přestupní uzel Bory. Od roku 2014–2018 působil znovu jako náměstek primátora města Plzně. Od podzimu 2018 opět pracuje jako zástupce ředitele a projektový manažer ve firmě POVED.

## Politická angažovanost po roce 1989
Od listopadu 1989 do jara 1990 se angažoval v Koordinačním centru Občanského fóra v Plzni. V komunálních volbách v roce 1990 byl zvolen jako nezávislý kandidát za KDS zástupcem starosty Městského obvodu Plzeň 2 - Slovany. V roce 1991 se stal členem KDS, za kterou kandidoval v roce 1994 do zastupitelstva MO Plzeň 2-Slovany i do zastupitelstva města Plzně (ZMP). Po komunálních volbách v roce 1994 zvolen starostou MO Plzeň 2–Slovany. Na jaře 1995 byl ZMP zvolen náměstkem primátora pro oblast technického rozvoje, investic a správy městského majetku, a proto odstoupil z funkce starosty MO Plzeň 2–Slovany. Po likvidaci KDS v březnu 1996 působil asi rok jako nezávislý zastupitel. Na jaře 1997 vstoupil do KDU-ČSL a do komunálních voleb v roce 1998 pracoval dále ve funkci náměstka primátora města Plzně. V letech 1998–2002 pracoval jako předseda Kontrolní komise a poté jako předseda Kontrolního výboru Zastupitelstva města Plzně. V letech 2002–2010 a v letech 2014–2018 opět pracoval ve funkci náměstka primátora pro oblast dopravy a životního prostředí. Od podzimu roku 2018 byl řadovým zastupitelem města Plzně a působil jako předseda komise pro dopravu. Od podzimu roku 2022 je opět řadovým zastupitelem města Plzně a působí jako předseda Výboru pro zadávání veřejných zakázek.
V krajských volbách v roce 2016 byl zvolen jako člen KDU-ČSL za subjekt „Koalice pro Plzeňský kraj – KDU-ČSL, Strana zelených a hnutí Nestraníci“ zastupitelem Plzeňského kraje. Na kandidátce původně figuroval na 13. místě, ale vlivem preferenčních hlasů skončil první. Ještě před ustavujícím zastupitelstvem však na mandát rezignoval, protože na základě výsledků koaličních jednání nepovažoval za vhodné působit ve dvou "uvolněných" funkcích, tedy jako náměstek primátora a zároveň jako náměstek hejtmana. Svým odstoupením umožnil získání pozice náměstkyně hejtmana pro zástupce Koalice pro Plzeňský kraj pro lídryni kandidátky Ivanu Bartošovou, kterou díky preferenčním hlasům voličů "přeskočil".
V letech 1997–2017 byl předsedou KDU-ČSL v Plzni, do dubna 2022 byl dlouhá léta místopředsedou KV KDU-ČSL v Plzeňském kraji.
V roce 2021 dovršil 60 let a tak na jaře 2022 již nekandidoval na pozici místopředsedy KV KDU-ČSL v Plzeňském kraji, ale pouze na pozici člena výboru, aby vytvořil prostor pro mladší kandidáty. Byl zvolen členem okresního výboru KDU-ČSL v Plzni a následně také členem krajského výboru KDU-ČSL v Plzeňském kraji. K 30. 6. 2022 ukončil svoje působení v KDU-ČSL.
V komunálních volbách 2022 kandidoval jako nestraník v Plzni na 11. na pozici na kandidátní listině hnutí STAN, díky preferenčním hlasům se z prvního místa stal znovu zastupitelem města Plzně; zároveň kandidoval na 4. na pozici na kandidátní listině hnutí STAN do Zastupitelstva Městského obvodu Plzeň 2 - Slovany, díky preferenčním hlasům se z prvního místa i zde stal znovu zastupitelem. Členem ZMO Plzeň 2 - Slovany je nepřetržitě 9. volebních období od 17. 11. 1990.

## Samizdaty a politická angažovanost v 80. letech 20. století
V letech 1980–1989 byl vydavatelem samizdatových časopisů a sborníků. V letech 1979–1989 publikoval v samizdatových časopisech Pajda, Sem-Tam, Tam-Tam, Jazz stop, Pevná hráz a Stres. Od poloviny 80. let se angažoval v nezávislých „protistátních“ iniciativách a demonstracích včetně 17. listopadu 1989. Za „protistátní“ činnost (šíření letáků, distribuce samizdatové a exilové literatury, založení nezávislé občanské iniciativy Ekologická společnost, spolupráci se západočeským vedením Hnutí za občanskou svobodu, přípravu a účast na demonstracích v letech 1988–1989) byl několikrát vyslýchán StB. Za přípravu oslav 28. října 1989 krátce vězněn ve věznici Vykmanov, po propuštění se spolu s manželkou účastnil demonstrace 17. listopadu 1989 na Albertově a poté na Národní třídě. Po zákroku SNB a StB byl v několikatýdenní pracovní neschopnosti.

### Samizdatové časopisy a sborníky z let 1979–1990
V letech 1980–1982 byl jedním z redaktorů a také vydavatelem samizdatového trampského časopisu Pajda v Plzni.
V souběhu s vydáváním časopisu, a zejména po zákazu jeho vydávání ze strany StB v letech 1981–1990 redigoval samizdatové sborníky vydané zejména „nakladatelstvím Pajda“ např.:
- Mirko Miki Ryvola – Kečup Tom a pes Vorčestr /10 povídek/ (1981)
- Jaroslav Jestřáb Foglar – Jestřábe, to bude príma /50 povídek/ (1983)
- Jiří Wabi Ryvola – Co všechno vítr svál /250 písňových textů/ (1984)
- Mirko Miki Ryvola – Země tří sluncí /50 písňových textů/ (1985)
- Pavel Žalman Lohonka – Písně malých pěšáků /200 písňových textů/ (1986)
- Jiří Wabi Ryvola – Podivnej weekend /15 povídek/ (1987)
- Jaroslav Vejvoda – Jak zapálit mokrý dřevo /povídky o trampech ve Švýcarsku/ (II. vydání 1988)                                                                                   /poznámka I. vydání Tramp Club Basel, Švýcarsko, 1975/
- Jan Burian – Texty /písňové texty z let 1969–1987/ (1988)
- Věra Strunka Náhlíková – Místo kde se jim líbí /sbírka poezie, obálka a ilustrace Renata Balašová/ (1988)
- Jiří Wabi Ryvola – Léto v šedejch kopcích /10 povídek/ (1989)
- Stanislav Houla Zárybnický – Narozen v Čechách /výbor z poezie/ (1990)

## Publicistika po roce 1989
Po roce 1989 publikoval a publikuje v periodikách Folk & Country, Wampum Neskenonu, Puchejř, Brdská vločka, slovenském časopise Severka, Trampský portýr, Portýr, Roverský Kmen, MfDnes, Plzeňský deník, Plzeňský Rozhled, Informační zpravodaj Městského obvodu Plzeň 2-Slovany, Radniční listy, Lidové listy a na www.trampsky-magazin.cz, www.folktime.cz, www.musicopen.cz, www.blisty.cz, www.trampnet.sk, www.trapsavec.cz apod. Po roce 1989 působil jako redaktor Portýra a Trampského portýra a spolupracoval s redakcí časopisu Wampum Neskenonu. Od roku 1995 je členem redakce trampského tištěného časopisu Puchejř a od vzniku tj. od roku 2013 je členem redakce digitálního trampského časopisu Trampský magazín.V letech 1991 - 2024 byl mnohokrát  porotcem třetí nejstarší literární soutěže v Čechách a na Moravě (založené v roce 1971) - trampské literární soutěže Trapsavec. 

### Sborníky a publikace vydané v letech1998–2022
V letech 1998 - 2016 redigoval a spolupracoval na vydání řady publikací vydaných o. s. AVALON, např. tyto knihy:
- Stanislav Houla Zárybnický – Přežitky (autorský výbor poezie) (1998)
- Stanislav Houla Zárybnický – A v pátek… (1999)
- Stanislav Houla Zárybnický – Nabídka nevšedního dne (2001)
- Almanach TRAPSAVEC – 25. ročníků trampské literární soutěže (2001)
- Karel Lišák Růžička – Rycí vidle navždy /výbor z celoživotní literární, písňové, kritické a novinářské tvorby + interview/ (2001; 2. vydání 2006, spolu s o. s. Exodus)
- Petr Vokoun Náhlík (editor) – O Houlovi a taky trochu s Houlou (2002, 2009)
- Marko Čermák – Vandrákův rok (2002)
- Miloslav Náčelník Nevrlý – Bílý pavouk /6 povídek/ (2004)
- Stanislav Houla Zárybnický – Někam kde je hezky (2005)
- Václav Hrabě – První byl přijat na milost džez pak byl rehabilitován tramping (2005)
- Stanislav Houla Zárybnický – Z údolí a osad (2007)
- Jan Akela Drnek – Poslední recesista a Tma /poslední trampský román + interview/ (2007; vydáno spolu s o. s. Street)
- Jiří Wabi Ryvola – Prokletá vůně hor /25 povídek/ (2007)
- Miroslav Mirek Valina – Claim /29 povídek/ (2008; vydáno spolu s o. s. Exodus)
- Zdeněk Šmíd – Jak nabalit plavou dívku /10 povídek + interview/ (2008)
- Mirko Miki Ryvola – LISTÍ aneb CO ZBEJVÁ /autorský výbor z literární, novinářské a písňové tvorby od 60. let po současnost/ (2008)
- Jiří Wabi Ryvola – Poselství I. /123 písní z let 1957–1974/ (2011)
- Jiří Wabi Ryvola – Poselství II. /149 písní z let 1975–1994/ (2015)
- Bohumil Röhrich – Béďa Šedifka – zpěvník Vzpomínka na starou stezku a Ranvej života (2015)

V  září roku 2005 vydal 2. vydání publikace Jiří Wabi Ryvola STEJNÝ DNY NEJSOU DOBRÝ (2005) - malý výbor z literární tvorby trampského barda Wabi Ryvoly, který z archivu Saši Ryvolové - Wickie, Petra Náhlíka - Vokouna a svého sestavil Karel Vidimský - Cimbura a 1. vydání sborníku vydal v dubnu 2025.
V roce 2008 spolupracoval s o.s. Pro Libris na vydání publikace – Miroslav Mirek Valina - KANADY PRO VÍLU (Kalendář plzeňský 2009).
V roce 2009 spolupracoval se společností Supraphon a.s. - autor sleevenote k CD HOBOUSÁRNY - Písně bratří Ryvolů.
V roce 2010 spolupracoval s o.p s. Galerie města Plzně na vydání publikace – Miroslav Mirek Valina - UKRUTNĚ BLÍZKÁ SETKÁNÍ (edice IMAGO IET VERBUM sv. 11).
V roce 2011 spolupracoval s Ninou Ingrišovou a nakladatelstvím KONVOJ, spol. s r. o. (Brno) na vydání publikace - Eduard Ingriš -  VESELÉ UČENÍ NA KYTARU II.         
V roce 2011 spolupracoval s o.s. Pro Libris na vydání publikace - Jan Jeňýk Valeš - ZA PLOTEM (Kalendář plzeňský 2012).
V roce 2014 spolupracoval s o.s. Pro Libris na vydání publikace - Jan Hafran Frána - ROK POD ŠIRÁKEM (Kalendář plzeňský 2015).
V roce 2014 spolupracoval s organizátorem trampské literární soutěže TRAPSAVEC Ing. Janem Hafranem Fránou na vydání publikace Karel Lišák Růžička – V PŘESTŘELCE SLOV /povídky, básně a eseje/ (edice Trapsavecké Miniautury sv. 30).
V roce 2014 spolupracoval se společností AVIK - autor sleevenote k CD RANVEJ ŽIVOTA - trampské písničky Bohumila Röhricha - Bédi Šedifky.
V roce 2015 spolupracoval s organizátorem trampské literární soutěže TRAPSAVEC Ing. Janem Hafranem Fránou na vydání publikace Jiří Wabi Ryvola – CO JÁ VÍM /pohádky a prozaické texty z let 1964–1992/ (edice Trapsavecké miniatury – Hříchy porotců – sv. 50 vydaný u příležitosti 42. ročníku Trapsavce 2016).
V roce 2016 spolupracoval s organizátorem trampské literární soutěže TRAPSAVEC Ing. Janem Hafranem Fránou - na vydání publikace Jiří Wabi Ryvola – NĚKDO MI CHODÍ S DUŠÍ /básně, články a prozaické texty z let 1964–1992/ (edice Trapsavecké miniatury – Hříchy porotců – sv. 60 vydaný u příležitosti 43. ročníku Trapsavce 2017).
V roce 2019 spolupracoval s o.s. Pro Libris na vydání publikace – ZPOŽDĚNÍ SLUNEČNÍHO VLAKU - dvanáct povídek dvanácti trapsaveckých autorů z Plzeňska (Kalendář plzeňský na rok 2020);
V roce 2021 spolupracoval na přípravě publikace vydané vlastním nákladem autora Jaroslava Kutlocha Šlejmara – CEPOVÁNÍ KRAJINY (s podtitulem Hrst dopisů trampských bratrům). Publikaci redigoval a je autorem doslovu respektive anotace.
V roce 2021 spolupracoval s organizátorem trampské literární soutěže TRAPSAVEC Ing. Janem Hafranem Fránou a napsal úvod na ke sbírce povídek Petra Dollyka Doležala KOŘENĚNÝ BRAMBOROVÝ PLACKY (edice Trapsavecké miniatury č. 90, 2021). 
V roce 2022 spolupracoval s Mirko Miki Ryvolou (výběr písní) a společnosti Supert Noty s.r.o. na přípravě vydání zpěvníku RYVOLOVKY - Písně bratří Ryvolů (1. a 2. díl), pro které napsal úvod a vybral dobové prozaické texty bratří Ryvolů a také dobové fotografie.
V roce 2023 napsal doslov ke sbírce básní Víta Dana Kolingera - DOPOLEDNE S MÁTOVÝM ČAJEM, kterou vydalo nakladatelství Tofana.
V roce 2024 spolupracoval (spolu s Ing. Janem Hafranem Fránou a dalšími) s PhDr. Magdalenou Waki Dvořákovou - na přípravě knihy TRAPSAVEC (50. let trampské literární soutěže).
Sponzoroval vydání Almanachu k 25. ročníkům trampské literární soutěže TRAPSAVEC (1999) , sbírky povídek Wabi Ryvoly Prokletá vůně hor, a vydání všech sbírek textů Stanislava Houly Zárybnického vydaných o. s. AVALON.
Pro o. s. AVALON redigoval edici TRAPSAVEC / vydání sborníků vítězných prací z trampské literární soutěže let 1971–2010 / a edici TÁBOROVÝ OHEŇ; připravuje vydání sborníku publicistiky Stanislava Houly Zárybnického.

## Rodina
Od roku 1984 žije s manželkou Věrou zvanou Strunka, dvěma dcerami MgA. Petrou (*1993) a MgA. Martinou (*1995) a synem Bc. Tomášem (*1997) zvaným Jonatán.

## Neziskový sektor
- TIS – Svaz pro ochranu přírody a krajiny (od roku 1974 do roku 1979, kdy byla organizace zakázána a rozpuštěna).
- Spoluzakladatel a člen obnovené Ligy lesní moudrosti – ustavující sněmovní oheň 2. 6. 1990.
- Junák – český skaut, z. s.; členem v letech 1968–1970, kdy byla organizace zakázána a rozpuštěna (5. středisko Střela v Plzni, 52. chlapecký oddíl Žlutá střela); znovu členem Junáka od prosince 1989; od ledna 2014 ve středisku Jožky Knappa v Plzni, člen 13. oldskautského klubu Bílá střela.
- AVALON, o. s. (23. 11. 1995 – 17. 1. 2017) – občanské sdružení zrušeno s likvidací rozhodnutím sněmu ze dne 19. 12. 2016. Sdružení se zabývalo vydáváním trampských publikací, knih, zpěvníků, CD a časopisů, pořádalo literární soutěž TRAPSAVEC, fotosoutěž Brdské vločky, hudební a literární pořady Stopy sešlapanejch bot.
- Hospic svatého Lazara, z. s., členem od roku 2001; člen představenstva, respektive správní rady, od roku 2006 (předseda v letech 2006 - 2023)

## Biografie
- Biografický rozhovor PhDr. Lukáše Valeše, Ph.D. s Petrem Náhlíkem je součástí I. dílu sborníků Vítězové? Poražení? I. + II. díl (Životopisná interview I. díl „Disent v období tzv. normalizace“, redigovaný Miroslavem Vaňkem a Pavlem Urbáškem). Sborníky vydalo nakladatelstvím Prostor (ISBN 80-7260-142-3) v roce 2005.
- Biografický rozhovor Jana Charváta s Petrem „Vokounem“ Náhlíkem (str. 74–75) je součástí kapitola Trampové (str. 50–77) v knize KMENY 0 („Městské subkultury a nezávislé společenské proudy před rokem 1989“, editor Vladimír 518). Knihu vydala nakladatelství Bigg Boss (ISBN 978-80-903973-8-5) a Yinachi (ISBN 978-80-904735-4-6) v roce 2013.